# Carnival Corporation & plc
Carnival Corporation & plc  — британсько-американська круїзна компанія зі штаб-квартирою в Маямі, що надає послуги з організації та обслуговування морських круїзів. Має 11 дочірніх компаній. Одна з найбільши круїзних судноплавних компаній.
Компанія заснована 1972 року як «Carnival Cruise Line». У 1993 році реорганізована у корпорацію та перейменована на «Carnival Corporation & plc».

## Дочірні компанії

### Carnival of the Americas
- Carnival Cruise Line — штаб-квартира в Маямі, Флорида, США

### Carnival United Kingdom
- P&O Cruises —  штаб-квартира в Саутгемптоні, Англія, Велика Британія
- Cunard Line — штаб-квартира в Саутгемптоні

### Holland America Group
- Holland America Line — штаб-квартира в Сіетлі, Вашингтон, США
- Princess Cruises — штаб-квартира в Санта-Кларіті, Каліфорнія, США
- Seabourn Cruise Line — штаб-квартира в Сіетлі
- P&O Cruises Australia — штаб-квартира в Сіднеї, Австралія

### Carnival Australia
- Carnival Australia — штаб-квартира в Сіднеї

### Carnival China
- Carnival Cruise Shipping — штаб-квартира в Гонконзі, Китай

### Costa Group
- Costa Cruises — штаб-квартира в Генуї, Італія
- AIDA Cruises — штаб-квартира в Росток, Німеччина.

## Колишні бренди
- A'Rosa Cruises
- Fathom
- Fiesta Marina Cruises
- Ibero Cruises
- Ocean Village
- Swan Hellenic
- Windstar Cruises.